# عرقون محزز
عرقون محزز (الاسم العلمي:Euphrasia incisa) هي نوع نباتي يتبع جنس العرقون من الفصيلة الجعفيلية.  